# Isabella Kroth
Isabella Kroth (* 1980 in Starnberg) ist eine deutsche Buchautorin, Journalistin und Moderatorin.
Sie wuchs in Breitbrunn am Ammersee auf. Sie absolvierte die Deutsche Journalistenschule und das Institut français de presse in Paris. Anfangs moderierte sie bei Focus Online. Bei der Präsentation ihres Buches Halbmondwahrheiten wurde sie vom Funkhaus Europa entdeckt. Ab 2012 arbeitete sie für das Format STATIONEN in der  Redaktion Religion und Orientierung des Bayerischen Rundfunks sowie der Redaktion Wirtschaft und Soziales. Seit Januar 2018 moderiert sie die Sendung mehr/wert.
Sie ist Mutter von zwei Töchtern.

## Bücher
- Ayse, Isabella Kroth: Scheherazades Tochter Ullstein Taschenbuch Verlag, 2003, ISBN 9783548364841
- Isabella Kroth: Halbmondwahrheiten: Türkische Männer in Deutschland – Innenansichten einer geschlossenen Gesellschaft. Diederichs Verlag, 2010, ISBN 9783424350227